# Баднербан
48°05′58″ пн. ш. 16°18′54″ сх. д. / 48.0993947° пн. ш. 16.3149026° сх. д.
Баднербан (нім. Badner Bahn або нім. Wiener Lokalbahn) — легкорейкова лінія в Австрії, що сполучає Відень (зупинка Опер) із Баденом (зупинка Йозефсплац).
Його маршрут частково є частиною трамвайної мережі Відня.

## Історія
У 1860-х роках з'явилися перші плани будівництва залізничного сполучення між містом на південь від Відня та центром міста, головним чином завдяки розташованій там цегельній фабриці.
Маршрут до Вінер-Нойдорфа був відкритий в 1886 році.
Залізницею курсували вантажні та пасажирські потяги з паровим двигуном.
У 1893 році було відкрито його розширення до Відень — Мацлайнсдорфер-плац, а через два роки потяги дісталися до Гунтрамсдорфу.
У 1899 році було відкрито сполучення з Баденом.
У 1906—1907 роках лінію було електрифіковано.

У 1934 році через закриття більшості цегельних заводів вантажний рух на лінії було повністю припинено.
У 1943 році внаслідок бойових дій лінія була пошкоджена.
У 1945 році він знову розпочав роботу, а восени 1947 року тягова мережа була реконструйована.
З 1969 року поїзди WLB використовують трамвайний тунель.
У 1979 році швидкість на заміській дільниці була збільшена до 80 км/год.
Уведено в експлуатацію перші поїзди серії 100, а з 1993 року вони становлять весь рухомий склад.
З 1984 року поїзд курсував за 30-хвилинним інтервалом, в 1989 році було введено 15-хвилинний інтервал, а з 2000 року на маршруті Відень — Вінер-Нойдорф почали курсувати додаткові потяги в годину пік.
З 2020 року потяги курсують увесь день з інтервалом 15 хвилин на всьому маршруті та з інтервалом 7,5 хвилин на дільниці до Вінер-Нойдорфа.

## Маршрут
Потяги WLB починають свій маршрут на кільці між зупинками Опер і Карлс-плац у Відні.
Маршрут пролягає коліями під орудою Wiener Linien (включаючи трамвайний тунель у районі Мацлайнсдорфер-плац) до зупинки Шедіфка-плац, біля станції Відень-Майдлінг.
На подальшому маршруті поїзди рухаються виокремленою смугою з підвищеною швидкістю до 80 км/год.
Маршрут пролягає через Фезендорф, Марія Енцерсдорф, Вінер-Нойдорф, Гунтрамсдорф, Трайскірхен, Пфафстеттен до Бадена.
На завершальній дільниці поїзди знову курсують коліями, прокладеними на вул.
Кінцева зупинка (без кільця) знаходиться в центрі Бадена на Йозефсплац
.

## Опис
Щодня залізниця перевозить 35-40 тисяч пасажирів.
Перевезення здійснюються в рамках транспортного об'єднання Verkehrsverbund Ost-Region (VOR)

..
На дільниці Відень — Вінер-Нойдорф поїзди курсують кожні 7,5 хвилини 7 днів на тиждень.
Кожен другий поїзд курсує по повному маршруту Відень-Баден з інтервалом 15 хвилин.
Маршрути Відень — Баден зазвичай обслуговуються двовагонними поїздами, тоді як маршрути до Вінер-Нойдорфа обслуговуються одиничними потягами
.
WLB використовують три типи поїздів:
- серія 100 — 26 штук — високопідлогові, виготовлені на заводах SGP у 1979—1993 рр.[5];
- серія 400 — 14 штук — низькопідлогові, виготовлені на заводі Bombardier у Відні у 2000—2010 роках[6];
- Серія 500 — 18 штук — низькопідлогові, виробляються на заводах Alstom з 2021 року[7].